# Queens Are Trumps: Kirifuda va Queen

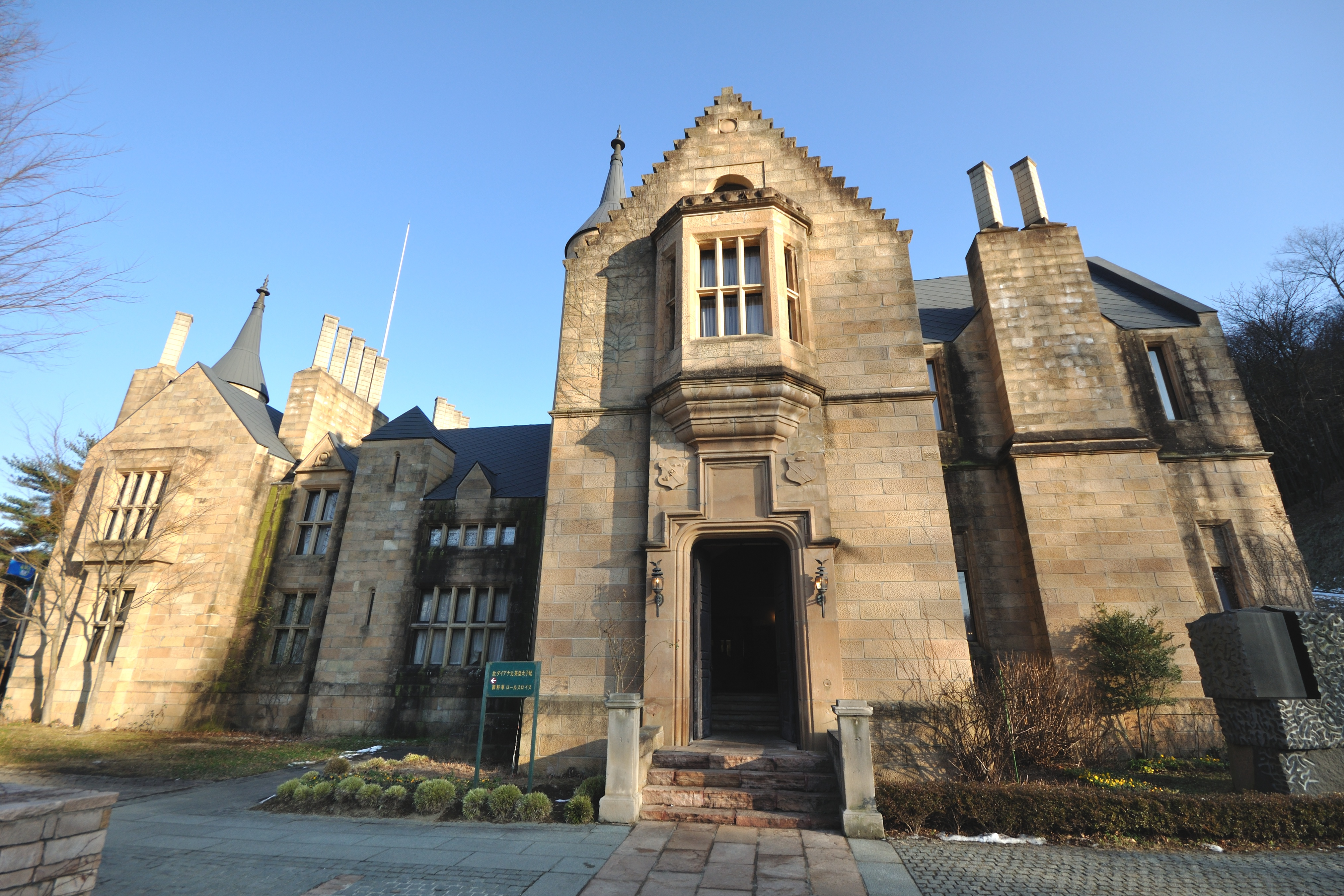
Az album csomagolását és promóciós képeit a takajamai Lockheart-kastélyban és az azt körülölelő márványfaluban fényképezték.

A Queens Are Trumps: Kirifuda va Queen (Queens are trumps -切り札はクイーン-) a Scandal japán pop-rock együttes negyedik stúdióalbuma, amely 2012. szeptember 26-án jelent meg az Epic Records Japan gondozásában. A kiadvány a negyedik helyen mutatkozott be az Oriconon, így a Scandal lett az első hangszeres lányegyüttes, amelynek első négy nagylemeze a legjobb ötben debütált a japán eladási listán.

## Számlista
| CD (ESCL–3971/ESCL–3973/ESCL–3975) | CD (ESCL–3971/ESCL–3973/ESCL–3975)     | CD (ESCL–3971/ESCL–3973/ESCL–3975) | CD (ESCL–3971/ESCL–3973/ESCL–3975) | CD (ESCL–3971/ESCL–3973/ESCL–3975) | CD (ESCL–3971/ESCL–3973/ESCL–3975) | CD (ESCL–3971/ESCL–3973/ESCL–3975) | CD (ESCL–3971/ESCL–3973/ESCL–3975) | CD (ESCL–3971/ESCL–3973/ESCL–3975) | CD (ESCL–3971/ESCL–3973/ESCL–3975) |
|                                    | Cím                                    | Dalszöveg                          | Zene                               | Hossz                              |                                    |                                    |                                    |                                    |                                    |
| ---------------------------------- | -------------------------------------- | ---------------------------------- | ---------------------------------- | ---------------------------------- | ---------------------------------- | ---------------------------------- | ---------------------------------- | ---------------------------------- | ---------------------------------- |
| 1.                                 | Queens Are Trumps                      | Mami                               | Bu-ni                              | 3:41                               |                                    |                                    |                                    |                                    |                                    |
| 2.                                 | Taijó Scandalous (太陽スキャンダラス)  | Haruna, Naoto                      | Naoto                              | 5:06                               |                                    |                                    |                                    |                                    |                                    |
| 3.                                 | Pin Heel Surfer (ピンヒールサーファー) | Vada Só                            | Vada Só                            | 5:01                               |                                    |                                    |                                    |                                    |                                    |
| 4.                                 | Rock’n Roll                            | Haruna, Tomomi, Tadzsika Júicsi    | Tadzsika Júicsi                    | 3:54                               |                                    |                                    |                                    |                                    |                                    |
| 5.                                 | Bitter Chocolate (ビターチョコレート)  | Tomomi                             | Rina                               | 5:16                               |                                    |                                    |                                    |                                    |                                    |
| 6.                                 | Kill the Virgin                        | Hadzsimetal, Junnnnn Sato          | Hadzsimetal                        | 5:01                               |                                    |                                    |                                    |                                    |                                    |
| 7.                                 | Koe (声, Mami szóló)                   | Janagiszava Rjóta                  | Janagiszava Rjóta                  | 4:50                               |                                    |                                    |                                    |                                    |                                    |
| 8.                                 | Rising Star                            | Haruna, Ókubo Tomohiro             | Ókubo Tomohiro                     | 3:32                               |                                    |                                    |                                    |                                    |                                    |
| 9.                                 | Bright                                 | Rina, Tadzsika Júicsi              | Tadzsika Júicsi                    | 5:17                               |                                    |                                    |                                    |                                    |                                    |
| 11.                                | Welcome Home                           | Kavamura Juka                      | Kavamura Juka                      | 4:00                               |                                    |                                    |                                    |                                    |                                    |
| 12.                                | Harukaze                               | Scandal, Issiki Norijaszu          | Issiki Norijaszu                   | 4:37                               |                                    |                                    |                                    |                                    |                                    |
| 13.                                | Right Here                             | Jamil                              | Jamil, Siraisi Szatori             | 4:13                               |                                    |                                    |                                    |                                    |                                    |
| 54:34                              |                                        |                                    |                                    |                                    |                                    |                                    |                                    |                                    |                                    |

| 1. | Szono icsi – szacuei no uragava misze csau!!: Jacket szacuei omosiro Making (その1 撮影のウラ側見せちゃう！！「ジャケット撮影オモシロメイキング」) |  |
| 2. | Szono ni – Almond Crush: Koi no hadzsimari va Diet Music Video (その2 アーモンドクラッシュ「恋の始まりはダイエット」MUSIC VIDEO)                   |  |
| 3. | Szono szan – Dobondobondo: Cherry Jam Music Video (その3 どぼんどぼんど「ちぇりーじゃむ」MUSIC VIDEO)                                              |  |
| 4. | Szono si – Taijó Scandalous vo hjakubai tanosimu Dance Movie (その4 太陽スキャンダラスを100倍楽しむダンス・ムービー)                               |  |

## Albumlistás helyezések és eladási adatok
| Albumlista                 | Legjobb helyezés |
| -------------------------- | ---------------- |
| Oricon napi albumlista     | 2                |
| Oricon heti albumlista     | 4                |
| Oricon havi albumlista     | 14               |
| Billboard Japan Top Albums | 3                |

| Hé | Ke | Sze | Csü | Pé | Szo | Va | Heti helyezés    | Heti eladás      |
| -- | -- | --- | --- | -- | --- | -- | ---------------- | ---------------- |
| -  | 2  | 2   | 3   | 4  | 6   | 8  | 4                | 35 424           |
| 7  | 16 | 17  | 16  | 16 | 17  | 18 | 16               | 5 599            |
| 15 | x  | x   | 27  | 26 | 29  | x  | 32               | 2 856            |
| 24 | x  | x   | x   | x  | x   | x  | 52               | 1 642            |
| x  | x  | x   | x   | x  | x   | x  | 82               | 1 228            |
| x  | x  | x   | x   | x  | x   | x  | 94               | 906              |
| x  | x  | x   | x   | x  | x   | x  | 142              | 640              |
| x  | x  | x   | x   | x  | x   | x  | 205              | 462              |
| x  | x  | x   | x   | x  | x   | x  | 230              | 502              |
| x  | x  | x   | x   | x  | x   | x  | 277              | 406              |
| x  | x  | x   | x   | x  | x   | x  | 1 hétre lekerült | 1 hétre lekerült |
| x  | x  | x   | x   | x  | x   | x  | 296              | 386              |
| x  | x  | x   | x   | x  | x   | x  | 1 hétre lekerült | 1 hétre lekerült |
| x  | x  | x   | x   | x  | x   | x  | 267              | 425              |

## Megjelenések
| Régió                     | Dátum                | Formátum               |
| ------------------------- | -------------------- | ---------------------- |
| Argentína                 | 2012. szeptember 26. | digitális letöltés     |
| Amerikai Egyesült Államok | 2012. szeptember 26. | digitális letöltés     |
| Ausztrália                | 2012. szeptember 26. | digitális letöltés     |
| Ausztria                  | 2012. szeptember 26. | digitális letöltés     |
| Brazília                  | 2012. szeptember 26. | digitális letöltés     |
| Chile                     | 2012. szeptember 26. | digitális letöltés     |
| Egyesült Királyság        | 2012. szeptember 26. | digitális letöltés     |
| Finnország                | 2012. szeptember 26. | digitális letöltés     |
| Franciaország             | 2012. szeptember 26. | digitális letöltés     |
| Hollandia                 | 2012. szeptember 26. | digitális letöltés     |
| Hongkong                  | 2012. szeptember 26. | CD, digitális letöltés |
| Japán                     | 2012. szeptember 26. | CD, digitális letöltés |
| Kanada                    | 2012. szeptember 26. | digitális letöltés     |
| Kolumbia                  | 2012. szeptember 26. | digitális letöltés     |
| Németország               | 2012. szeptember 26. | digitális letöltés     |
| Olaszország               | 2012. szeptember 26. | digitális letöltés     |
| Peru                      | 2012. szeptember 26. | digitális letöltés     |
| Spanyolország             | 2012. szeptember 26. | digitális letöltés     |
| Svájc                     | 2012. szeptember 26. | digitális letöltés     |
| Svédország                | 2012. szeptember 26. | digitális letöltés     |
| Új-Zéland                 | 2012. szeptember 26. | digitális letöltés     |
| Dél-Korea                 | 2012. szeptember 27. | CD, digitális letöltés |
| Indonézia                 | 2012. szeptember 29. | CD, digitális letöltés |
| Malajzia                  | 2012. november       | CD                     |

## Közreműködők
Scandal
- Ono Haruna – vokál, gitár, dalszöveg
- Szaszazaki Mami – háttérvokál, gitár, dalszöveg
- Ogava Tomomi – vokál, basszusgitár, dalszöveg
- Szuzuki Rina – háttérvokál, dobok, zene

Közreműködő zenészek
- Ókuszu Júzó – szintetizátor
- Furui Hirohito (Garnet Crow) – szintetizátor
- Onozuka Akira (Dimension) – zongora
- Kacuki Kazuta (Dimension) – szaxofon
- Vatanabe Fire – szaxofon
- Kazuhara Sin – trombita
- Szaszaki Siró – trombita
- Tódzsó Azusza – harsona
- Miszava Mataró – ütőhangszerek
- Okazaki Juki – kórus
- Ikuszava Júicsi – kórus
- Nomura Josio – gitár